# Edwin Doak Mead
Edwin Doak Mead (* 29. September 1849 in Chesterfield, New Hampshire, Vereinigte Staaten; † 17. August 1937 in Brookline, Massachusetts) war ein US-amerikanischer Autor, Herausgeber und Pazifist. Zusammen mit seiner Ehefrau Lucia True Ames Mead spielte er eine große Rolle in der US-amerikanischen und internationalen Friedensbewegung.

## Leben und Wirken
Edwin Doak Mead war das zehnte von elf Kindern von Bradley Mead (1792–1871) und das dritte von vier Kindern mit dessen zweiter Ehefrau Sarah Warner Stone (1810–1856). Sein Vater widmete sich hauptsächlich der Landwirtschaft und betrieb eine Rinderfarm. Gelegentlich arbeitete er mit seinem Bruder Elias in der von ihrem Vater Levi Mead erbauten Taverne „The Old Mead Tavern“. Der Bildhauer Larkin Goldsmith Mead junior war ein Sohn des Bruders Larkin Goldsmith Mead senior von Bradley und Elias Mead und damit ein Cousin von Edwin Doak Mead.
Edwin Doak Mead besuchte die Schule in Chesterfield und arbeitete auf der Rinderfarm seines Vaters. In den 1860er Jahren zog er mit seinen Eltern in die Nähe von Boston. Von 1866 bis 1875 war er Autor und Lektor im Verlag Ticknor & Fields in Boston. Danach arbeitete er in Großbritannien ein Jahr für das British Museum und studierte an den Universitäten Oxford und Cambridge und in Deutschland an der Universität Leipzig. 1879 kehrte er in die Vereinigten Staaten zurück, hielt Vorträge über Literatur und Politik und war für Bürgerorganisationen tätig. 1889 bis 1901 gab er die 1884 zunächst als Bay State Monthly gegründete, ab 1886 als New England Magazine und ab 1889 (in Zusammenarbeit mit Edward Everett Hale) die mit dem Zusatz New Series erscheinende Zeitschrift heraus.
Am 29. September 1898 heiratete er die Pazifistin und Feministin Lucia True Ames (* 5. Mai 1856 als Lucia Jane Ames; † 1. November 1936). Das Paar hatte keine Kinder.

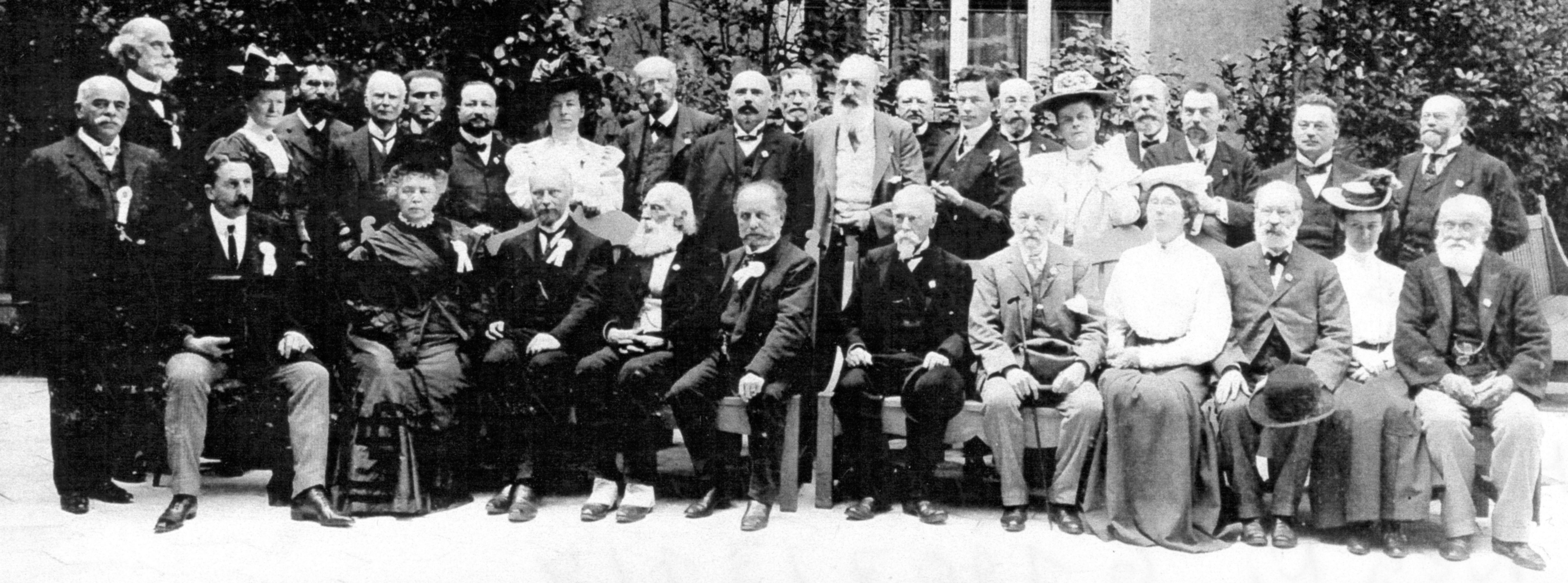
Weltfriedenskongress 1907
Edwin Doak Mead vorn Fünfter von rechts
rechts neben ihm Lucia True Mead

Edwin Doak Mead leitete die Arbeit der „World Peace Foundation“ und übernahm 1902 von dem Verleger und Philanthropen Edwin Ginn die Herausgabe deren Publikationen unter dem Imprint „The International School of Peace“. Seine Arbeiten über Friedenskonferenzen, insbesondere die Haager Friedenskonferenzen, führten ihn 1911 zu einer Vortragsreise durch Europa. Im gleichen Jahr wurde er US-amerikanischer Delegierter des International Peace Bureaus. Er unterstützte die Gründung der „School Peace League“ und hielt Vorträge unter der Schirmherrschaft der „American Peace Society“. Im 1868 gegründeten New England Women’s Club wurde er unter anderem neben Thomas Wentworth Higginson, Gamaliel Bradford und William Lloyd Garrison als eines von zehn männlichen Ehrenmitgliedern gewählt. Er war Präsident der Massachusetts „Good Citizenship Society“, der „Free Religious Association“ und 1893 Gründer des „Twentieth Century Clubs“ in Boston. 1904 war er Vorsitzender des Exekutivkomitees des 13. Weltfriedenskongresses in Boston. 1907 nahm er am Weltfriedenskongress in München teil. 
1913 wurde ihm vom Dartmouth College in Anerkennung seines öffentlichen Wirkens ehrenhalber der akademische Grad „Master of Arts“ verliehen. Im gleichen Jahr wurde er zusammen mit seiner Frau Lucia True Mead durch den Friedensaktivisten Samuel Train Dutton für den Friedensnobelpreis vorgeschlagen.
1914 verschlechterte sich der Gesundheitszustand von Edwin Doak Mead, 1915 erlitt er einen Nervenzusammenbruch. Er wurde zunächst von seiner Frau gepflegt, kam aber 1918 in ein Sanatorium. Ab 1922 wurde sein Zustand besser und er begann wieder zu schreiben und Vorträge zu halten. Er starb am 17. August 1937 in Brookline in Massachusetts. Er wurde eingeäschert und wie seine Frau auf dem Mount Auburn Cemetery bei Cambridge, Massachusetts beigesetzt.
In der „Swarthmore College Peace Collection“ sind Briefe und andere Dokumente des Ehepaares in der Collection DG 021 (Edwin D. Mead and Lucia Ames Mead Papers, 1876–1938) erfasst, darunter Briefwechsel von Edwin Doak Mead mit Andrew Carnegie (1902 bis 1910), Norman Angell und Woodrow Wilson (1912–1914). In der Converse Memorial Library von Malden befinden sich ein Briefwechsel zwischen Edwin Doak Mead und Albert Bushnell Hart (1887 bis 1892) und weitere Dokumente.

## Schriften
- The Philosophy of Carlyle. Houghton, Mifflin & Co., Boston 1881, OCLC 17989861. Reprint: Forgotten Books, London 2019, ISBN 978-0-364-44486-3.[21]
- (Hrsg.): The Old South Leaflets. 11. Serie. Old South Meeting House, Boston 1883, OCLC 670095536 (Digitalisat).
- Martin Luther. A study of Reformation. Ellis, Boston 1884, OCLC 561769208 (Digitalisat).
- The Old South Historical Work. Houghton, Mifflin & Co., Boston 1887 (Digitalisat).
- The Roman Catholic Church and the School Question. New York Central Committee for Protecting and Perpetuating the Separation of Church and State, Cambridge 1888, OCLC 8136510613. Reprint: Hansebooks, Norderstedt 2017, ISBN 978-3-337-02218-1.
- The Roman Catholic Church and the Public Schools. Ellis, Boston 1890. Reprint: Hansebooks, Norderstedt 2020, ISBN 978-3-337-95761-2.
- Horace Bushnell, the Citizen. Boston, 1900 (Digitalisat).
- The Expansion of England. National Geographic Society, Washington, D.C. 1900, OCLC 558201353.
- The Influence of Emerson. American Unitarian Association, Boston 1903 (Digitalisat).
- Jean De Bloch and „The Future of War“. The International Union, Boston 1903, OCLC 493850758.
- Thomas Wentworth Higginson. In: The New England Magazine. Vol. 44, 1908, S. 397–412 (Digitalisat).
- Edward Everett Hale: The Great Design of Henry IV. From the Memoirs of the Duke of Sully, and the United States of Europe. Mit einer Einführung von Edwin D. Mead. Glinn, Boston 1909, OCLC 3937188.
- The Results of the Two Hague Conferences and the Demands Upon the Third Conference. Konferenzschrift. World Peace Foundation, Boston 1911, OCLC 5453088 (Digitalisat).